# Thorsten Thane
Thorsten Thane (* 6. Juni 1972 in Bielefeld) ist ein deutscher Kameramann, Regisseur und Produzent für verschiedene TV-Formate.

## Leben
Nach einer Ausbildung zum TV-Redakteur bei Spiegel TV in Hamburg arbeitete Thorsten Thane zunächst für verschiedene TV-Produktionsfirmen wie Constantin Entertainment, MotorVision oder Welt der Wunder. Seit 2008 ist er sowohl als Regisseur als auch Produzent für verschiedene TV-Formate, so wie Auftraggeber aus der Industrie tätig.  Thorsten Thane ist Inhaber der Medienproduktion t.media.

## Filmographie
- 2005 Die BOOT in Düsseldorf – Landgang für Superyachten;  Sneaker, Pumps und Badelatschen. Von Schustern und Schuhsammlern,  Reportagen bei Spiegel TV
- 2006 Der Checker – Viel Auto, wenig Geld (Vier DVDs)
- 2007 Welt der Wunder – Wenn Aliens in Deutschland laden, Tornados, Verkehr der Zukunft, Cannabis vs. Alkohol
- 2008 Welt der Wunder – Ab durch den Eiskanal, Wunderdiäten, Verschwörungen, E-Bikes; Der Checker – Viel Auto, wenig Geld, Krömker Medizintechnik – IntensiTrans
- 2009 Der Checker – Viel Auto, wenig Geld, Jens Seiler – Gedankenvarieté, OberlandReport
- 2010 Der Checker – Viel Auto, wenig Geld, OberlandReport, Vorholz Hawran – Der Film, Pulsus Award – Die Gewinner
- 2011 Der Checker – Viel Auto, wenig Geld, Tölzer Kasladen – Der Film